# Aleksandra Pajzderska
Aleksandra Pajzderska – polska fizyk, doktor habilitowana nauk fizycznych, specjalizuje się w spektroskopii ciała stałego, nauczyciel akademicki Uniwersytetu im. Adama Mickiewicza w Poznaniu.

## Życiorys
Studia z fizyki ukończyła na poznańskim UAM w 1997. Stopień doktorski uzyskała w 2002 na podstawie pracy pt. Dynamika molekularna czterofenylocyny i czterofenyloboranów (promotorem był prof. Jan Wąsicki). Habilitowała się w 2012 na podstawie oceny dorobku naukowego i rozprawy o tytule Badanie dynamiki kationów pirydyniowych w związkach inkluzyjnych bis-tiomocznika z solami pirydyniowymi z wykorzystaniem quasielastycznego rozpraszania neutronów i symulacji dynamiki molekularnej. Na macierzystym Wydziale Fizyki UAM pracuje jako adiunkt w Zakładzie Radiospektroskopii.
Członkini Polskiego Towarzystwa Fizycznego. Swoje prace publikowała m.in. w "Journal of Pharmaceutical Sciences", "Molecular Physics" oraz w "Journal of Chemical Physics".